# Construção de nicho

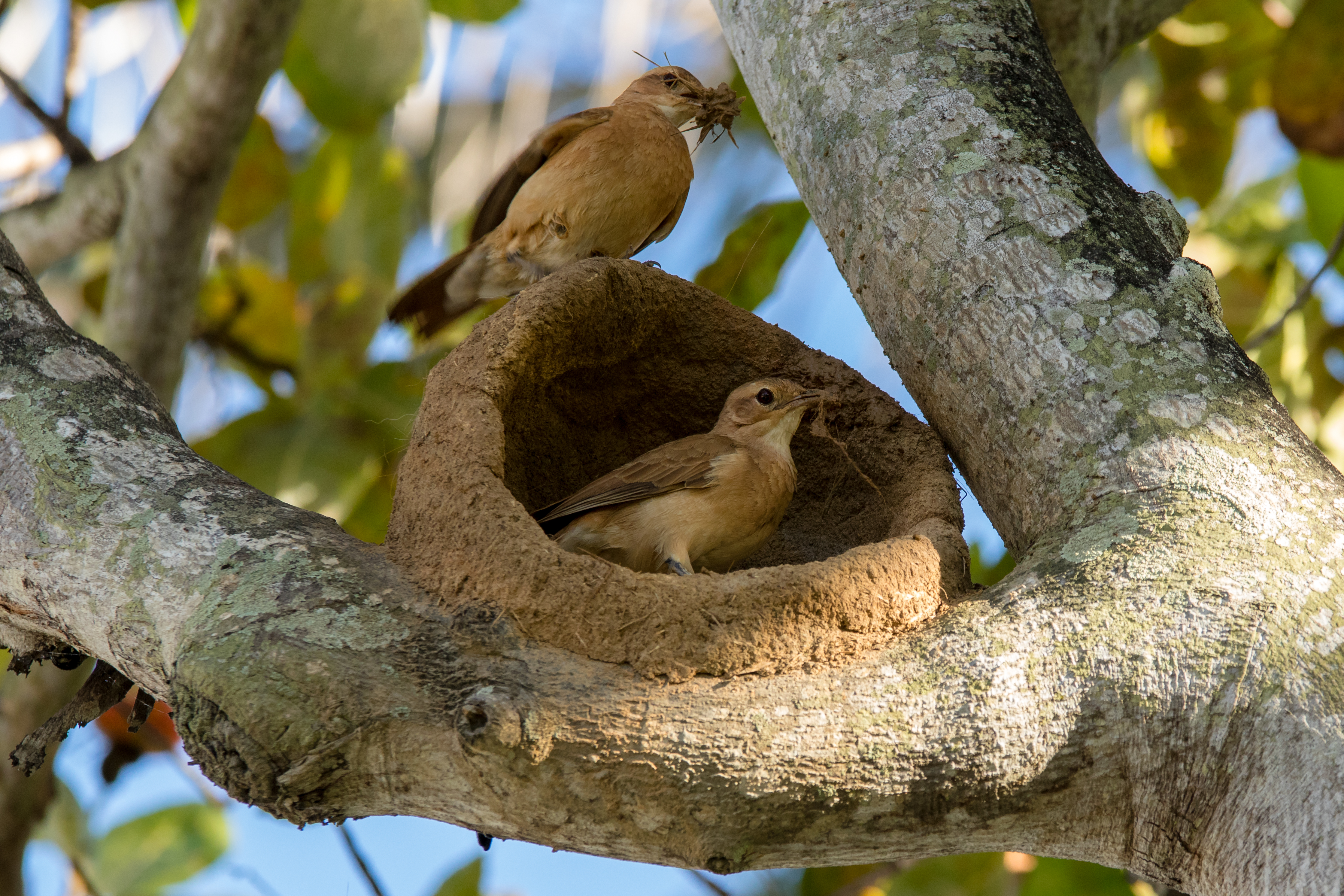
Joões-de-barro (Furnarius rufus) construindo ninho, um exemplo de modificação de nicho.

Construção de nicho trata-se do fenômeno ecológico no qual organismos, através de suas ações, escolhas e metabolismos, contribuem na construção ou destruição do nicho em que se encontram. Alguns exemplos de construção de nicho incluem a produção de ninhos, barragens, tocas e a alteração do ciclo de nutrientes por plantas. Por mais que, em sua grande maioria, as alterações realizadas são de benefício do construtor, elas nem sempre resultam em algo positivo para ele, uma vez que existe a possibilidade do organismo despejar detritos que degradam seu próprio ambiente, quando eles alteram o ciclo de nutrientes de uma planta ou alteram a composição química do solo, por exemplo. Ou seja, são modificações que alteram as pressões da seleção natural.
Esse conceito está diretamente relacionado com o termo “herança ecológica”, o qual refere-se às consequências dessas modificações ambientais dos organismos/populações que constroem ou modificam seu habitat possibilitando que seja usado por seus descendentes. Ambos os termos são essenciais para o entendimento que essa alteração infere um processo evolutivo com certa autonomia do organismo, mudando a dinâmica evolutiva, tornando seus caracteres adquiridos e seus subprodutos, evolutivamente, significativos alteradores do ambiente em questão.

## Evolução
A noção que organismos não só se adaptam aos seus ambientes, mas também os modificam, em parte, é menos considerada em análises evolutivas do que a ideia que pressões seletivas independentes dos organismos afetam a adaptação de populações. A construção de nicho é considerada por alguns autores não como um mero produto evolutivo, mas um mecanismo de evolução por si só: por meio deste, organismos conseguem determinar, parcialmente, as pressões seletivas às quais eles próprios e seus descendentes são submetidos.
Os construtores de nicho podem ser divididos em alguns grupos gerais, de acordo com o papel da modificação que efetuam e a importância da espécie para o ecossistema. Um primeiro grupo une os engenheiros de ecossistemas, que modificam o ambiente no qual estão inseridos pela alteração da disponibilidade (isto é, qualidade, quantidade e distribuição) de recursos utilizados por outras espécies, através de interações não tróficas. Um exemplo disso são os cupins que, ao construírem seus cupinzeiros, alteram a composição e a drenagem da água dos solos adjacentes. Outro grupo diz respeito às espécies chave, que promovem efeitos em seu ambiente de maneira desproporcional à sua abundância naquele local. Grandes predadores, como por exemplo a onça-pintada, configuram um exemplo de espécie chave. Um terceiro grupo é composto pelas espécies dominantes, que, devido a sua grande abundância, apresentam grande efeito nas comunidades e ecossistemas onde ocorrem. Os gnus são um exemplo de espécie dominante, fundamental para a manutenção das savanas africanas. Por último, um quarto grupo é a das espécies fundadoras, que são construtoras de nicho por criarem novos habitats que poderão ser colonizados por outros organismos. Líquens, pela sua capacidade de degradar rochas e formar solos, se encaixam nessa categoria.
Nesse sentido, os construtores de nicho criam uma retroalimentação no processo evolutivo. Consequentemente, surgem duas direções na relação entre organismos e seu ambiente: organismos evoluindo características que os tornam mais bem adaptados aos seus ambientes, a partir da seleção natural; e mudanças no ambiente causadas por organismos construtores de nicho com a finalidade de adequar este às suas características atuais. A partir dessa visão, pode-se entender a construção de nicho e a seleção natural como processos paralelos e interativos, que contribuem para a relação sinérgica entre organismos e o ambiente no qual se inserem. Portanto, caracteres de construção de nicho (sejam comportamentais ou físicos) são mais que meras adaptações, visto que também modificam as pressões da seleção natural, comumente de forma direcionada, e dessa forma mudam a dinâmica evolutiva.

## Exemplos
Existem numerosos casos na natureza em que organismos alteram seus próprios ambientes.
- Pares de joões-de-barro (Furnarius rufus) investem, durante o período de reprodução, na construção de grandes ninhos de barro. A estrutura desses ninhos permite que os pássaros passem menos tempo incubando ovos, uma vez que funcionam como câmaras de incubação, com temperaturas maiores e menos variáveis que aquelas de ninhos externos.[7]
- Um exemplo antigo, descrito por Charles Darwin em 1881, é que minhocas, pelo hábito de viverem enterradas e escavarem galerias, arrastam matéria orgânica para o solo, alterando sua estrutura e suas características químicas, de modo que as gerações presentes habitam ambientes radicalmente modificados devido aos efeitos acumulados das gerações anteriores.[1] Recifes de corais são abrigo de 25% das espécies marinhas, exemplificando uma construção de nicho fundamental para a vida no mar.

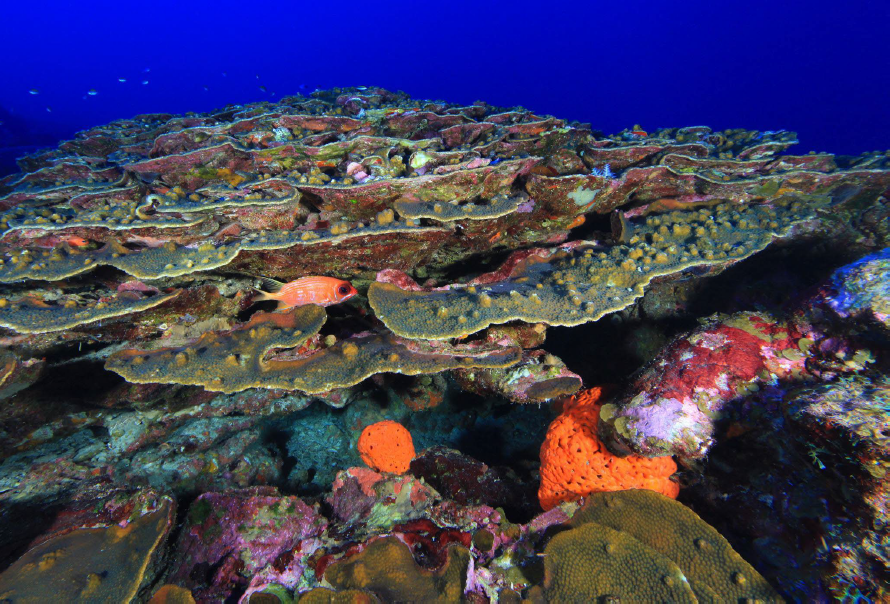
Recifes de corais são abrigo de 25% das espécies marinhas, exemplificando uma construção de nicho fundamental para a vida no mar.

- Pertencente ao filo Cnidaria, os corais são responsáveis pela formação de estruturas complexas e amplamente diversificadas, nomeadas recifes de coral. Presente em escala global, fornecem abrigo e alimento para a grande maioria de peixes, crustáceos e moluscos,[8] de modo que uma a cada quatro espécies marinhas vivem em recifes de coral.[9]
- Ainda exemplificando o mundo dos invertebrados, no subfilo Hexapoda, os cupins desempenham função similar de proteção às outras espécies com seus cupinzeiros: estruturas complexas com conexões internas que, após serem abandonados pelos cupins, servem de abrigo a outras espécies; além de configurarem um tipo de herança ecológica para seus próprios descendentes. Ademais, tais animais, por meio dessas estruturas, desempenham funções como a decomposição da matéria orgânica - promovendo a ciclagem dos nutrientes; mudando a disponibilidade desses nutrientes às plantas - além de atuar aerando o solo, aumentando sua porosidade e facilitando a entrada d’água, melhorando a qualidade e manutenção da fertilidade do solo, e, por fim, regulando a temperatura do local.[10]
- Da ordem Chiroptera, os morcegos, a partir de seu estilo de vida, alteram o ambiente em que vivem: os frugívoros auxiliam na dispersão de sementes de plantas silvestres por longas distâncias; já os nectarívoros, que se alimentam de néctar, contribuem na polinização de plantas, sendo de grande importância para sua reprodução.[11]
- O lobo-guará (Chrysocyon brachyurus) tem o fruto da lobeira (Solanum lycocarpum) como importante componente da sua dieta, representando seu alimento mais frequentemente consumido; essa relação garante dispersão de sementes - um exemplo de construção de nicho[12] - que, por sua vez, assegura a disponibilidade do alimento durante todo o ano. Mesmo que sua disponibilidade seja menor durante a temporada de seca, que se estende de abril a setembro, o lobo-guará procura ativamente pelo fruto.[13]

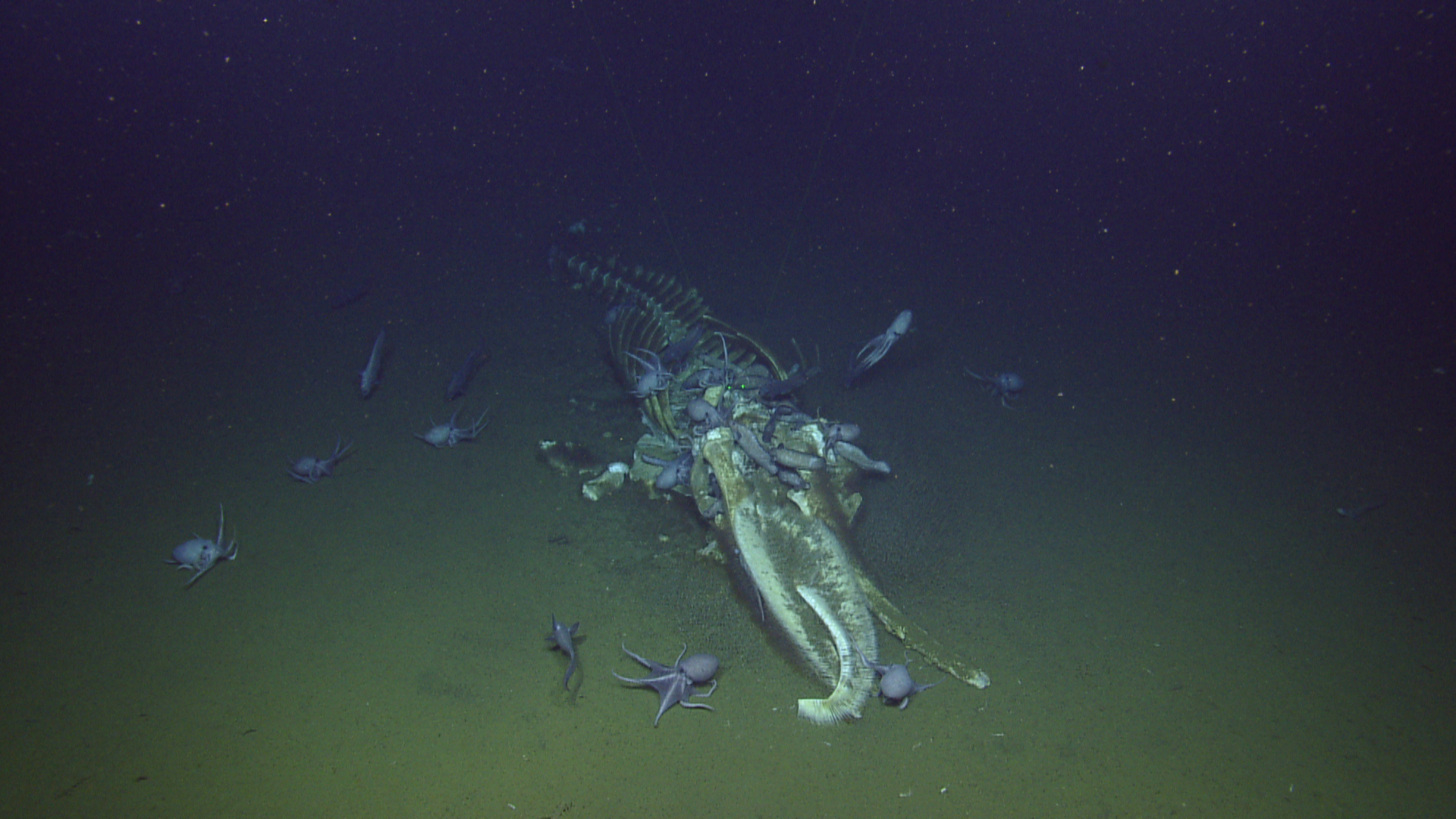
Carcaça de baleia no fundo oceânico.

- No contexto abissal, poucos sedimentos orgânicos são depositados por meio da ação da gravidade, devido às grandes profundidades marinhas. Entretanto, quando um corpo de uma baleia afunda, depois que essa grande carcaça flutuou por um tempo devido ao acúmulo de gases no seu interior, há um evento conhecido como queda de baleias. Nesse contexto de baixa concentração orgânica, o ambiente passa a ser extremamente nutritivo, o que gera um amplo espectro de microecossistemas aos seres vivos bentônicos desse zona marítima. Nesse contexto, primeiramente, a carcaça serve de alimento a dezenas de organismos necrófagos, e, posteriormente, animais que terminam de comer o corpo do gigantesco cetáceo, como políquetas, crustáceos e, finalmente, microrganismos quimiossintetizantes que degradam por completo a parte orgânica do esqueleto, já que nessas profundidades produtores fotossintetizantes são maioritariamente escassos, devido a falta de luminosidade.[14]

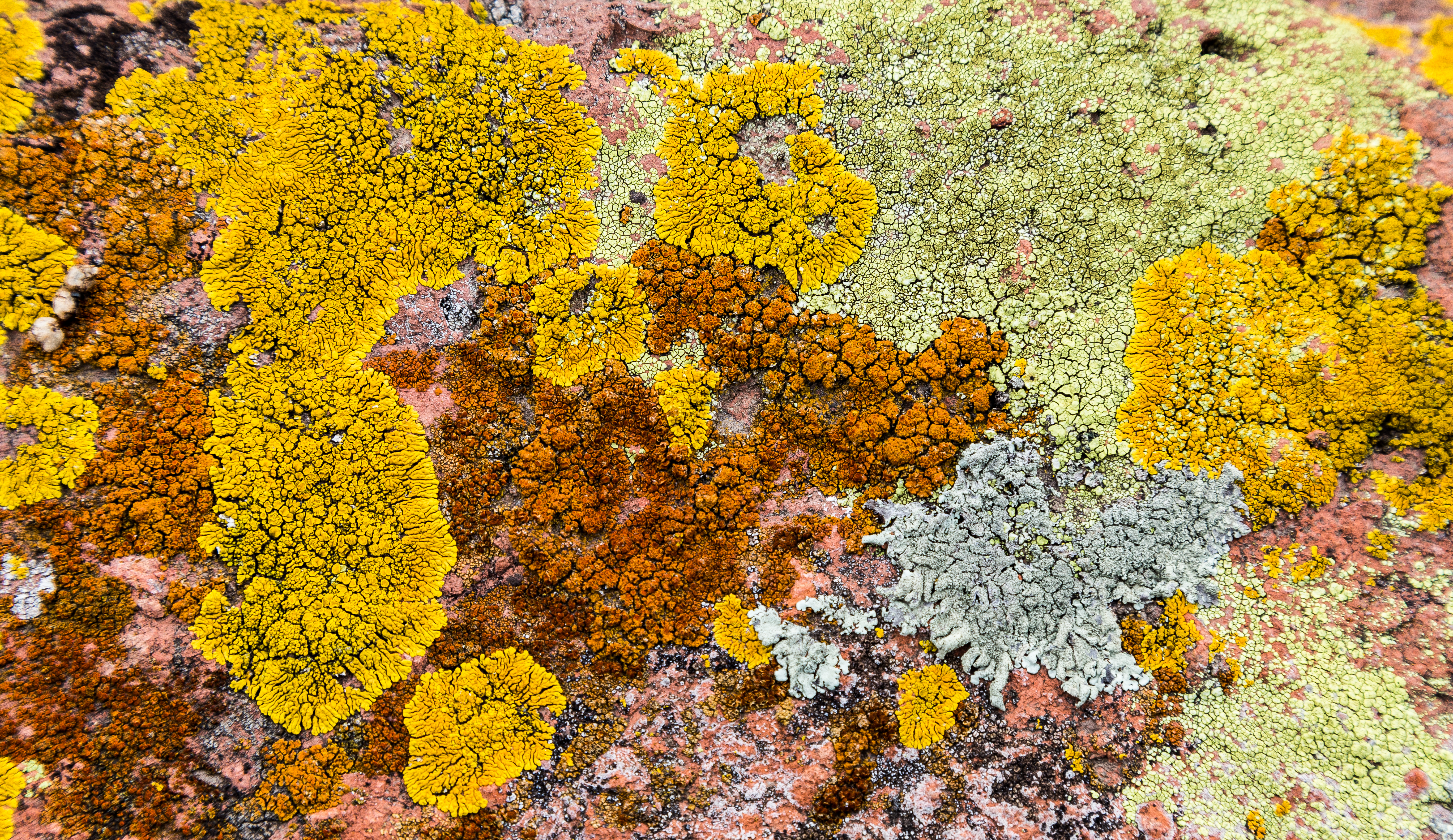
Líquens, espécies pioneiras no processo de sucessão ecológica.

- Um exemplo claro é o dos líquens, que podem participar do processo de sucessão ecológica. Ao se fixarem em uma região, como uma rocha nua, os líquens gradativamente corroem-na, formando uma fina camada de substrato que pode ser utilizada por pequenas plantas, como briófitas.[15]
- Árvores, com seu grande potencial de alterar, parcialmente, o habitat em que vivem, por meio da serrapilheira, são ótimos exemplos de construtores de nicho. Assim, espécies com uma alta taxa de renovação das folhas, as quais podem ser de alto índice nutricional, são comumente encontradas em ambientes de solos ricos, além de poder entender sua influência a longas distâncias com o auxílio do vento na dispersão dessas folhas. Essa produção de serrapilheira é uma importante via de retorno de nutrientes ao solo, funcionando principalmente como um disponibilizador de cátions.[16]
- As cianobactérias, bactérias autotróficas gram-negativas, também chamadas de algas azuis, tiveram importante participação na história evolutiva da Terra quando, no Paleoproterozoico, transformaram radicalmente a composição da atmosfera, pelo aumento da concentração atmosférica de oxigênio por meio da fotossíntese; este evento é conhecido como Grande Evento de Oxidação, um exemplo único de modificação em escala planetária.[17]

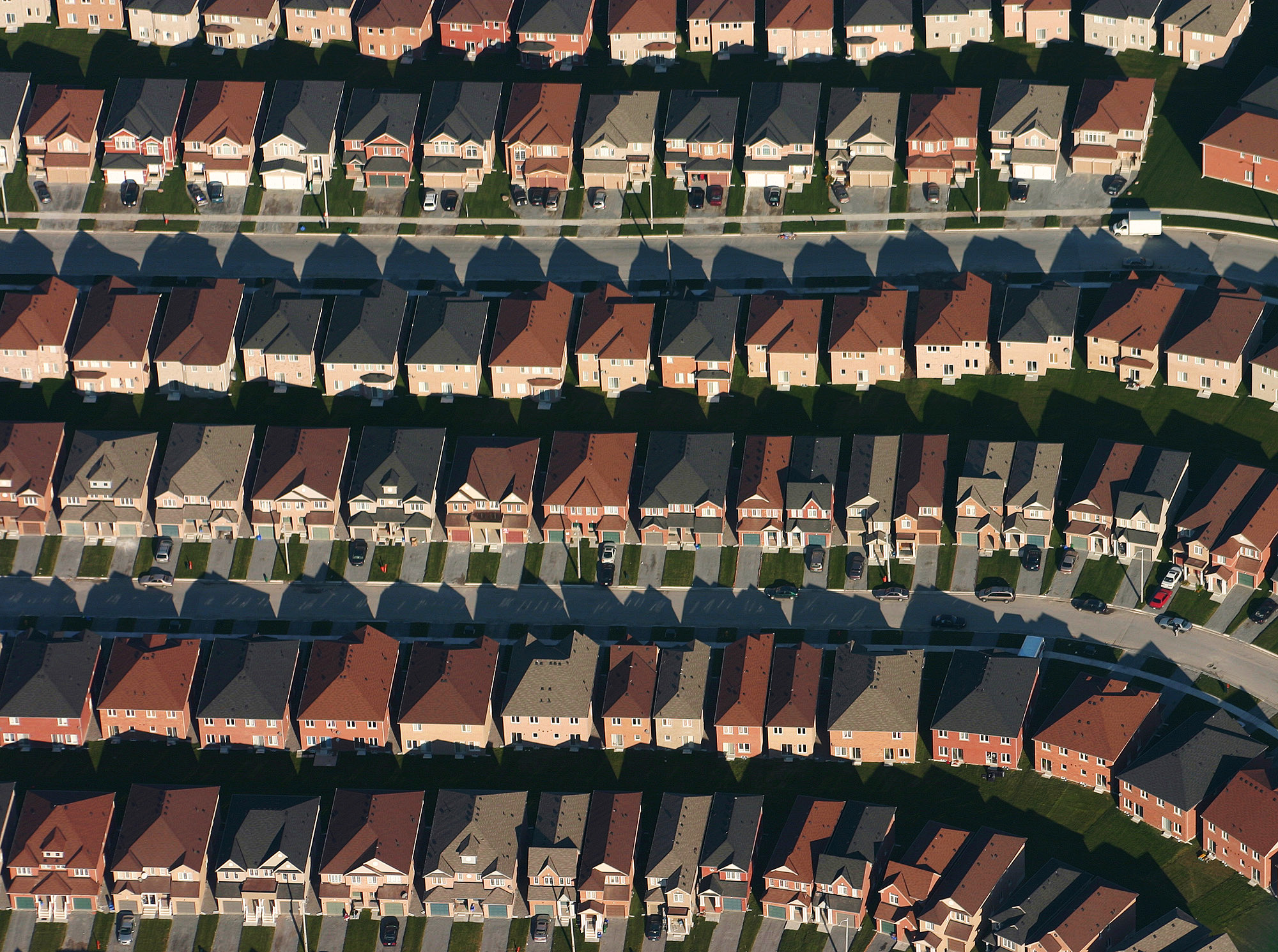
Urbanização, uma grande modificação ambiental promovida pelo ser humano.

- Populações de fitoplâncton moldam a estrutura trófica dos ecossistemas marinhos e dulcícolas pelo seu caráter de produtores primários, atuando como pilares de forreageamento desses ambientes. Dessa forma, afetam tanto a fixação de carbono orgânico dissolvido ao longo das abundantes teias alimentares, colaborando com seu ciclo biogeoquímico, quanto na regulação da concentração do oxigênio dissolvido nas águas. Devido às suas necessidades cruciais de recursos bióticos e abióticos, como nutrientes e temperatura da água, somado a sua sensibilidade a esses fatores, esses conjuntos de indivíduos são comumente utilizados como bioindicadores para avaliar a saúde das águas.
- O maior exemplo de construção de nicho atual se trata das ações humanas. O ser humano (Homo sapiens) passou a alterar significativamente a natureza a partir da transição do estilo de vida caçador-coletor para o agrário, modificando a paisagem para atender a suas necessidades alimentícias. Para além disso, a construção de cidades também é um meio de transformar o espaço ao seu redor.[18]

## Consequências
Alguns fenômenos podem exemplificar como a construção de nicho pode ter consequências ecológicas e evolutivas:
- Consequências ecológicas alteram não só a população presente, mas podem resultar em mudanças significativas nas futuras gerações. Por exemplo: plantas, por meio de uma construção de nicho, alteram a condição nutritiva do solo, fertilizando-o. Com isso, constroem uma retroalimentação com a amplificação do suprimento nutricional ao solo, que pode aumentar eficientemente a população (podendo atingir um equilíbrio viável e estável) e aumentar ainda mais a demanda nutricional, gerando assim um certo grau de controle nesse ecossistema. Isso se amplifica quando uma situação de herança ecológica é retratada - essa amplifica a retroalimentação entre a concentração de nutrientes e o tamanho populacional, dessa forma os descendentes dessas plantas se beneficiam da construção de nichos dos seus antecessores. Tendo em vista esse cenário, nessa situação ecológica, o tamanho da população inicial é uma variável que se mostra mais pertinente em relação a outras, como a condição e a disponibilidade energética do solo em questão.[19]
- A construção de nicho pode ser um mecanismo que explica a origem de relações de mutualismo, em virtude de seus efeitos sobre as pressões seletivas sobre as outras espécies que acessam o mesmo nicho modificado.[20] Evidências experimentais exemplificam esse fenômeno: a levedura Saccharomyces cerevisiae realiza fermentação alcoólica de frutas (mesmo que esse metabolismo seja energeticamente menos favorável que a respiração, pode aumentar sua aptidão), processo que resulta em nichos quentes e concentrados em etanol que favorecem seu crescimento, ao passo que os torna tóxico para microrganismos competidores.[21] Há também a produção de compostos voláteis que atraem moscas da família Drosophilidae – insetos que habitualmente procuram frutas fermentadas, para propósitos de alimentação e reprodução. Essa atração facilitada é vantajosa para as leveduras, que são carreadas para outros frutos. Esse fenômeno indica, portanto, que a construção de nicho realizada pelas leveduras possibilita uma relação mutualística.[20]
- A partir do momento que ocorre a extinção de determinada espécie, o nicho em que ela se encontra poderá ser afetado de várias formas. Cada ser vivo existente exerce o fenômeno de construção de nicho, uma vez que interagem com o ambiente e com outros seres vivos ao seu redor; dessa forma, caso uma espécie seja extinta, as ações, escolhas e metabolismos que exerciam sobre o ambiente cessarão, impactando em vários níveis no ambiente. Um exemplo de grande impacto se trata do fenômeno de branqueamento de corais; algumas espécies de corais possuem uma relação de simbiose com zooxantelas.[22] Nessa simbiose, as zooxantelas se beneficiam de abrigo, nutrientes e dióxido de carbono fornecidos pelos corais e, por outro lado, oferecem nutrientes provenientes da fotossíntese e, por possuírem pigmentos, conferem as cores características dos corais. Devido a um significativo aumento da temperatura oceânica, seja por eventos sazonais como o "El niño" ou por eventos globais como o aquecimento global, a relação simbiótica entre corais e zooxantelas é quebrada resultando no branqueamento dos corais.[22] Como exemplificado anteriormente, os corais possuem grande importância na construção de seu nicho, já que os recifes de corais proporcionam abrigo, sítios de reprodução e alimentação de diversas espécies marinhas. Desse modo, a extinção de espécies pode afetar o nicho, devido a ausência do organismo para moldá-lo.

## História

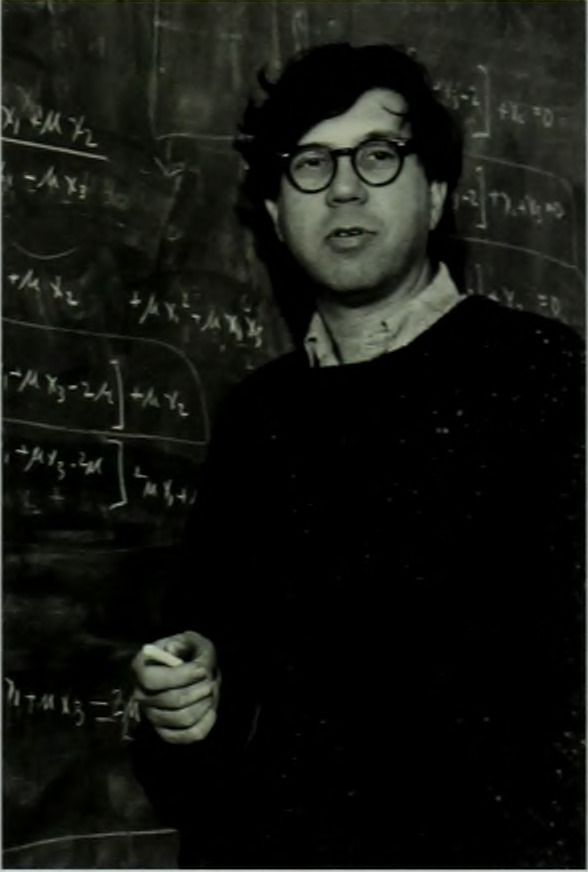
Richard Lewontin, idealizador do conceito.

Ideias relacionadas ao fenômeno já eram encontradas em trabalhos desde a década de 1940, como o livro What is Life? (em inglês), do físico teórico austríaco Erwin Schrödinger, mas o conceito hoje conhecido como construção de nicho foi estabelecido, mais notavelmente, na década de 1980, pelo biólogo evolucionista, geneticista e matemático estadunidense Richard Lewontin. Lewontin apontou que organismos não se adaptam passivamente ao ambiente, mas ativamente modificam condições ambientais. É um componente da sua crítica ao "programa adaptacionista", termo criado junto ao biólogo evolucionista, historiador da ciência e paleontólogo estadunidense Stephen Jay Gould, em que questionam a prioridade atribuída apenas à seleção natural como poder explicativo para a evolução dos organismos.
O termo "construção de nicho" foi cunhado apenas em 1988, pelo biólogo britânico John Odling-Smee, e ganhou proeminência na década de 1990.